# Khedive's Sudan Medal 1910

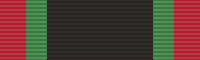
Baton in de kleuren van het lint

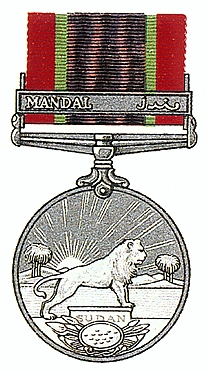
Medaille, afgebeeld op een sigarettenplaatje

De Khedive's Sudan Medal was een campagnemedaille van de Khedive die werd ingesteld door Abbas II van Egypte, de feitelijk onafhankelijke onderkoning van het Osmaanse Rijk in Egypte. De medaille was de opvolger van de in 1896 ingestelde Khedive's Sudan Medal. Gewoonlijk wordt aangenomen dat hij vanaf 1910 uitgereikt werd, maar hij zou op 12 juni 1911 geautoriseerd zijn door Abbas II. 
De Soedan, in 1910 officieel de Anglo-Egyptische Soedan geheten, was een gebied dat door Egypte en het Verenigd Koninkrijk gezamenlijk werd bestuurd.
Tussen 1910 en 1912 werd de medaille aan een zwart lint met een rood met groene bies gedragen.
De ronde zilveren medaille werd met een beugel aan het lint gedragen. Op de voorzijde was een leeuw afgebeeld op een rots waarop "SUDAN" staat. Op de achtergrond is een landschap met palmen en een zonsopgang afgebeeld.
Op de keerzijde is een kunstig verstrengelde Arabische tekst te zien.
De medaille werd ook tijdens de Eerste Wereldoorlog nog gebruikt. Britse militairen die in de wereldwijde strijd tegen Duitsland en Turkije vochten, kwamen voor hun inzet tussen 5 augustus 1914 en 31 december 1915 in aanmerking voor een Britse campagnemedaille: de 1914-15 Ster. Voor een kleine groep militairen in Afrika werd een uitzondering gemaakt. Zij kwamen voor hun inzet tussen 5 augustus 1914 en 31 december 1915 in Afrika in aanmerking voor de Africa General Service Medal of de Khedive's Sudan Medal 1910. In Afrika werd hard gevochten tegen de Duitse koloniale troepen in Oost-Afrika, Togo, Kameroen en Tanganjika.
De herovering van de Soedan na zijn afscheiding onder de Mahdi in de jaren 1880 betekende niet dat Egypte en Groot-Brittannië vreedzaam konden regeren. Het Egyptische bestuur werd door de bevolking gezien als een marionet van het Britse imperialisme. Er waren voortdurend opstanden en tegen 1908 werden op de eerste Khedive's Sudan Medal sinds 1896 niet minder dan vijftien gespen geteld. Britse en Egyptische militairen konden bij iedere veldtocht een gesp verdienen.
Daarom werd in 1910 een geheel nieuwe medaille gesticht. De medaille werd in zilver en in brons toegekend maar gespen waren er alleen voor de dragers van de zilveren medaille. Het jaartal op de medaille is volgens de Mohammedaanse tijdrekening: AH 1328 (overeenkomend met A.D. 1910).
De eerste medailles werden voor een campagne tegen de Dinka in het gebied Atwot aan de Boven-Nijl toegekend. Deze gevechten werden meestal werd uitgevoerd vanuit stoomboten op de rivier. Later werden ook deelname aan de twee expedities in het district Kordofan ten zuidwesten van Khartoem met de Khedive's Sudan Medal beloond. 
Daar ging het vooral om vlagvertoon. De derde gesp werd toegekend aan de Britse en Soedanese soldaten die in maart 1912 vochten tegen de Anuakstam in Zuidoost-Soedan. Deze campagne mislukte omdat de rebellen over de Ethiopische grens wisten te ontkomen en zich daar, op neutrale grond, hergroepeerden. 
De tekst op de medaille is in het Engels en in het Arabisch.

## Gespen
De zestien gespen zijn van zilver en tweetalig, Arabisch en Engels. 
- Atwot (februari-april 1910),
- Zuid-Kordofan 1910 (10 november – 19 december 1910),
- Sudan 1912 (maart 1912),
- Zeraf 1913-14 (december 1913 – juni 1914),
- Mandal (maart 1914),
- Miri (april 1915),
- Mongalla 1915-16 (december 1915 – 14 maart 1916),
- Darfur 1916 (maart – 23 mei 1916),
- Fasher (1 september – 23 november 1916),
- Lau Nuer (maart-mei 1917),
- Nyima 1917-18 (2 november 1917-februari 1918),
- Atwot 1918 (1 januari – 26 mei 1918),
- Garjak Nuer (december 1919 – april 1920),
- Aliab Dinka (8 november 1919 – mei 1920),
- Nyala (26 september 1921 – 20 januari 1922),
- Darfur 1921 (26 september – 22 november 1921)[3][4].

De medaille werd tot 1922 uitgereikt.